# NGC 4261
NGC 4261 is een elliptisch sterrenstelsel in het sterrenbeeld Maagd. Het hemelobject ligt 100 miljoen lichtjaar van de Aarde verwijderd en werd op 13 april 1784 ontdekt door de Duits-Britse astronoom William Herschel.
NGC 4261 is een schoolvoorbeeld van een actief sterrenstelsel, waarbij de kern bestaat uit een superzwaar zwart gat met een doorsnede van 800 lichtjaar en een massa van ongeveer 400 miljoen zonnemassa's.

## Synoniemen
- UGC 7360
- MCG 1-31-52
- ZWG 42.13
- VCC 345
- 3C 270
- PGC 39659